# Swebus

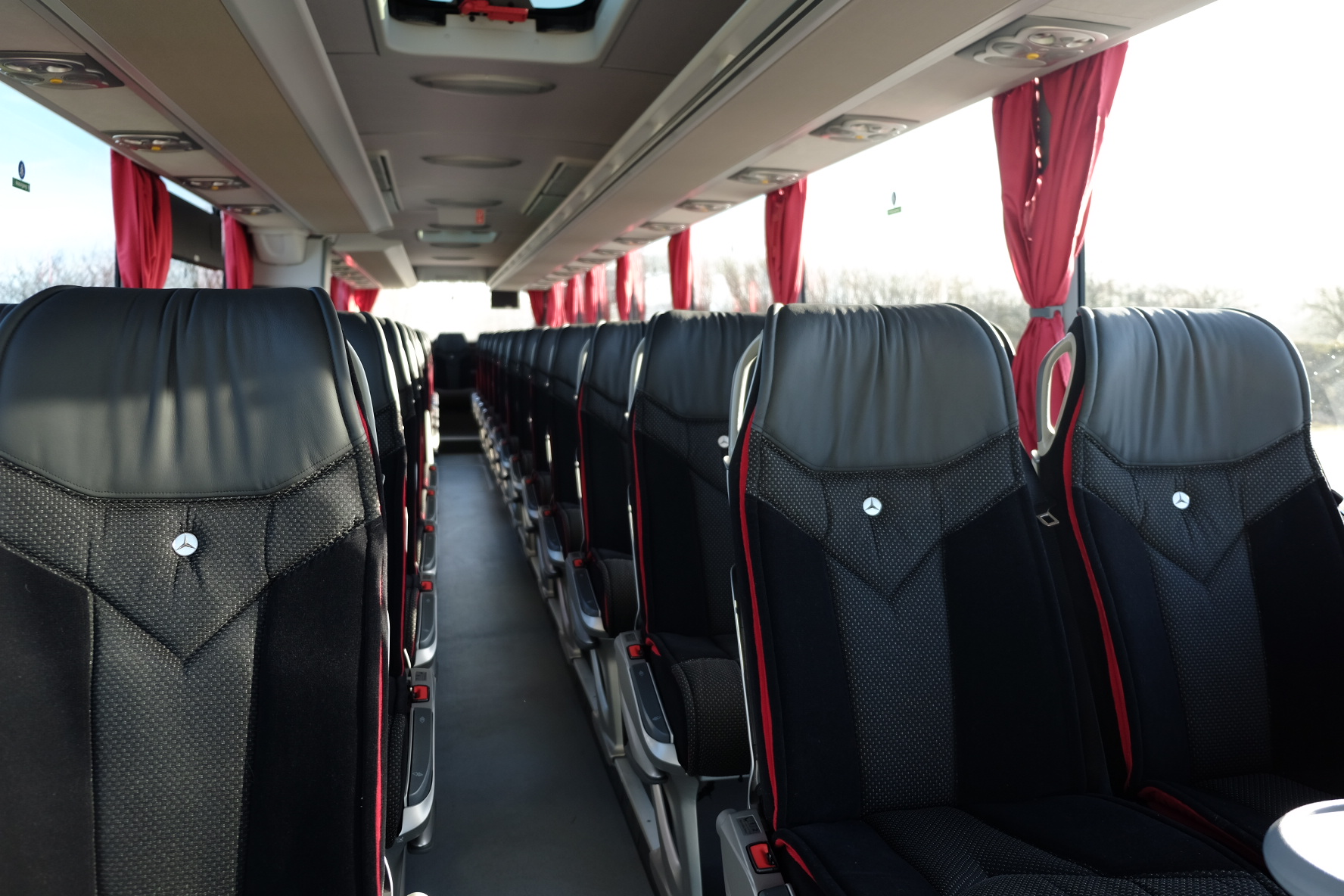
Interiör Swebus Mercedes-bussar

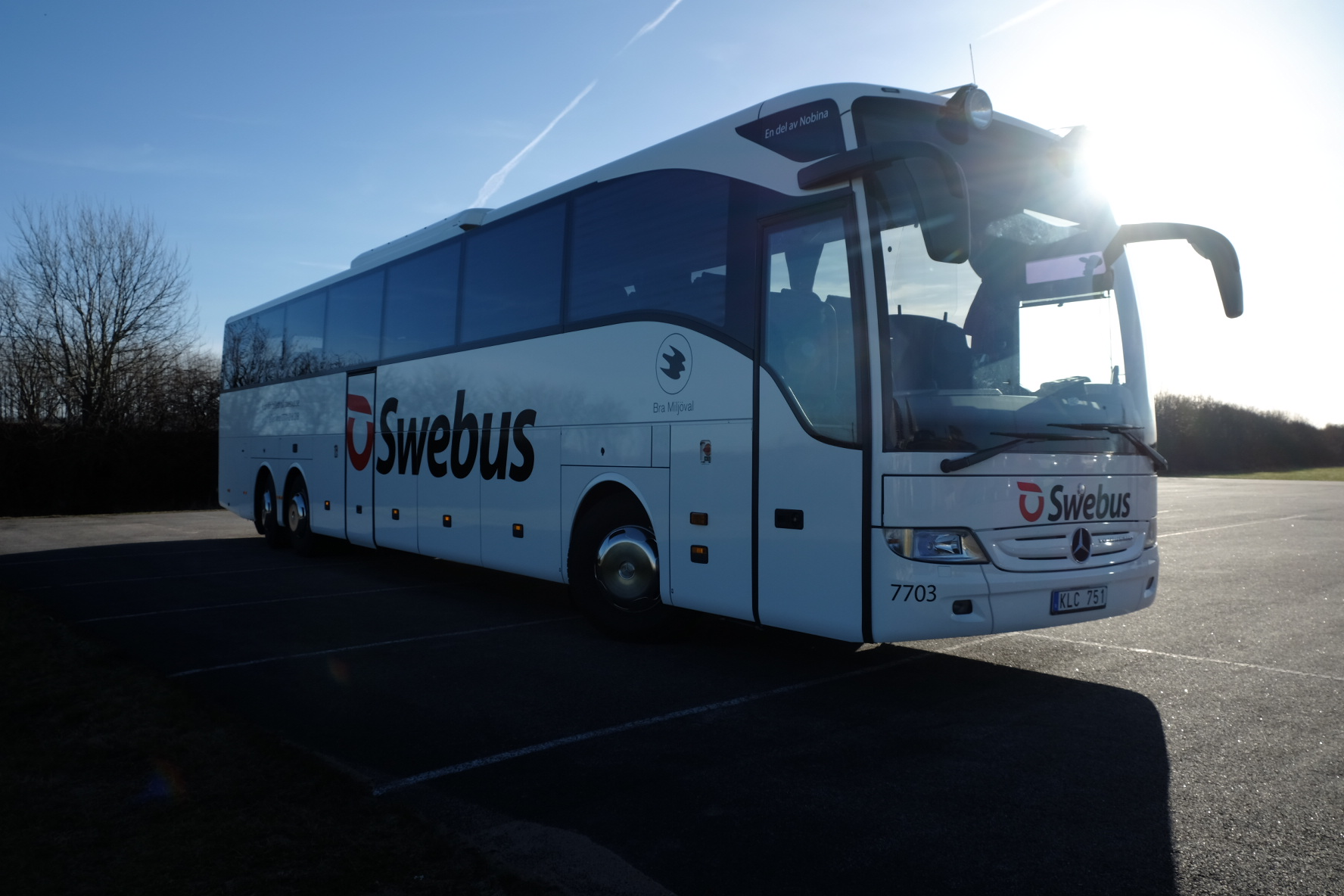
Swebus Mercedes Tourismo

Swebus Express AB var ett bussbolag som bedrev expresstrafik inom Sverige under varumärket Swebus. Den 2 maj 2018 köptes företaget av Flixbus, och den 27 augusti 2018 övergick man till att använda varumärket Flixbus.

## Verksamhet
När linjenätet var som störst körde Swebus expressbussar i södra och mellersta Sverige samt till Danmark och Norge, med Mora, Gävle och Oslo i norr på linjekartan och Malmö/Köpenhamn och Blekinge i söder. Bussarna körde till Köpenhamn från Oslo, via bland annat Göteborg och Malmö samt till Köpenhamn från Uppsala via bland annat Stockholm, Jönköping och Malmö, från Uppsala till Göteborg via Stockholm och Örebro eller Jönköping samt från Stockholm till Oslo via bland annat Örebro och Karlstad. Det gick även att boka biljetter till Berlin och Prag, fast då kördes rutten från Köpenhamn av andra bussbolag. Sommaren 2009 inleddes ett samarbete med Ybuss som innebar att de bägge företagen kunde sälja biljetter till alla varandras destinationer. I samband med detta upphörde Swebus expresstrafik norr om Uppsala.

### Flygtransfer till Arlanda
Swebus bedrev även trafik på linjerna Örebro – Västerås – Enköping – Arlanda. Utöver det har Swebus tidigare erbjudit en med Flygbussarna konkurrerande direktlinje mellan Arlanda och Stockholm central (Cityterminalen) vilken las ner i augusti 2013.

## Fordon
Vagnsparken bestod i slutet av olika busstyper tillverkade av Scania, Volvo, Mercedes-Benz och Setra samt tidigare även MAN och Neoplan. Under 2010 påbörjades profilbyte från den äldre blå/röda profilen till helvita bussar. Samtidigt redigerades logotypen till enbart Swebus. Fordonen bytte 2018 åter färg från vit till grön, efter att Flixbus tagit över trafiken.

## Historia
Swebus Express AB härstammar i grunden från den veckoslutstrafik som de statliga bolagen GDG och SJ Buss bedrev parallellt, och fortsatte efter Swebus bildande 1990. Det var dock ingen betydande trafik, och den bedrevs bara på linjer och tider där den inte konkurrerade med SJ:s tåg, då både SJ och Swebus ägdes av staten.
När den skotska koncernen Stagecoach köpte upp Swebus i mitten av 1990-talet utökades trafiken rejält. SJ blev då en konkurrent, så när Swebus nu skulle konkurrera med tågen började varumärket "Express" användas efter namnet Swebus. Sedermera blev Swebus Express ett eget aktiebolag. Ett stort antal nya Van Hool-bussar köptes in, vilka blev vita med orangea, röda och blå ränder. När Stagecoach sålde Swebus AB och Swebus Express AB till Concordia år 2000 togs den orangea randen bort.
Företaget gjorde ett varumärkesbyte den 8 mars 2010, då ordet "Express" försvann utåt.
Den 2 maj 2018 köptes företaget av Flixbus och i september 2018 började man använda varumärket Flixbus i stället för Swebus.

### Fotnoter
1. ↑  ”Swebus” (på svenska). J-nytt. 2 maj 2018. Arkiverad från originalet den 9 oktober 2018. https://web.archive.org/web/20181009052731/https://www.jnytt.se/article/tysk-bussjatte-koper-swebus/. Läst 8 oktober 2018.
2. ↑  Ulo Maasing (27 augusti 2018). ”Nu blir Swebus Flixbus” (på svenska). Bussmagasinet. https://www.bussmagasinet.se/2018/08/nu-blir-swebus-flixbus/. Läst 8 oktober 2018.